# Chinon Industries
A Chinon Industries Inc. (チノン株式会社; Hepburn: Chinon Kabushiki-gaisha) egy 1948-ban alapított japán fényképezőgép, illetve számítógép periféria gyártó volt. Az Kodak már 1997-ben megszerezte a cég többségi (59%-os) részvényhányadát, majd 2004 elején sikeres ajánlatot tett a fennmaradó 41% részvényhányadra is és a Kodak Japan leányvállalatává tette Kodak Digital Product Center, Japan Ltd. (株式会社コダック デジタル プロダクト センター; Hepburn: Kabushiki-gaisha Kodakku Dejitaru Purodakuto Sentā) néven. Saját termékeik mellett gyártottak például a Canonnak lencséket, illetve a Kodaknak komplett fényképezőgépeket. Chinon Corporation néven az alapító, Hiroshi Chino leszármazottai újraindították a céget, melynek egyik fő profilja ma is a fényképezőgépek gyártása, de emellett Android-alapú tabletet, Apple telefonokhoz fejhallgatót, digitál-analóg-konvertert is előállítanak.

## Termékek

### Fényképezőgépek
- AUTO CHINON 28MM lencse
- Chinon CG-5, az egyik első autofókusz lencsés gép
- Chinon CE-3 memotron Revueflex AC 1-nek címkézve
- Chinon CM-3 SLR modell Power Winder filmcsévélő kiegészítővel
- Chinon CP-9 AF 35-135mm-es autofókusz lencsékkel
- Chinon ES-3000 állókép-kamera és egy hozzá való PC Card kártya

A cég számos fényképezőgépet gyártott, melyek közül az elsők között alkalmazott autofókusz lencséket az 1982-ben piacra dobott egylencsés tükörreflexes (Single Lens Reflex, angol rövidítéssel: SLR) Chinon CG-5 modell. A lencséket külön lehetett megvásárolni a gépekhez, jelenleg ritkaságszámba mennek és a Pentax K lencsetartóhoz hasonló bajonettes illesztőkeret révén lehetett rögzíteni őket, azzal a különbséggel, hogy a Chinon elektromos kontaktot is alkalmazott, annak érdekében, hogy a zárkioldó gomb lenyomásakor rögtön áramot kaphasson a motor.
Másik modelljük az 1978/79 körül kiadott félautomata 35 mm-es SLR Chinon CM-1 modell volt, mely amatőr fotográfusok között volt népszerű, mivel olcsóbb volt a rivális Pentax K-1000-nél, mégis ugyanazokat a lencséket és egyéb kiegészítőket lehetett hozzá használni. Elemről működő TTL (through-the-lens) fénymérő rendszert, valamint osztott prizmát tartalmazott, utóbbit a kép megfelelő fókuszáltságának meghatározásához.

### Perifériák
- Chinon FZ-506 5.25" floppy meghajtó
- Chinon FB-357 3.5" floppy meghajtó

A Chinon CD-ROM meghajtókat, szkennereket, zsebkalkulátorokat és floppy meghajtókat is gyártott. A Commodore International gyárilag Chinon márkájú floppy meghajtókkal szállította Amiga modelljeit, így például a DS DD-s (kétoldalas, dupla sűrűségű) Chinon FB-354 lapult az Amiga 500, illetve az Amiga 2000 modellekben, míg a PC-s DS HD-s (kétoldalas, nagy sűrűségű) FB-357 módosított változatát, az FB-357A-t tartalmazták az Amiga 4000 gépek.
1995-ben beléptek a virtuális valóság (Virtual Reality, röviden: VR) piacra PC-re kiadott Cybershades termékükkel.